# Endaika
 (juillet 2015).
Si vous disposez d'ouvrages ou d'articles de référence ou si vous connaissez des sites web de qualité traitant du thème abordé ici, merci de compléter l'article en donnant les références utiles à sa vérifiabilité et en les liant à la section « Notes et références ».
Maillots
Endaika (Endaika Arraun Elkartea en euskara) est un club d'aviron situé à Hendaye.
Il a été créé en 1889 1989 lorsqu’a eu lieu à Hendaye la première course de traînières.
On y pratique l'aviron de mer sur la baie d'Ondarraitz et sur la cote basque, et l'aviron en rivière sur la Bidassoa et sur la baie de Chingoudy.

## L'histoire d'Endaika
L'aviron connaît un engouement de longue date au Pays basque. Au fil des années, ce sport persiste et recueille son lot de pratiquants et d'adeptes. Contrairement à d'autres régions, ce sport est ici d'origine populaire et se nourrit d'une histoire née de la pêche et de la chasse à la baleine[réf. nécessaire].
À Bayonne, la création de clubs d'aviron remonte à la fin du XIXe et au début du XXe siècle[réf. nécessaire]. Créé à la même époque, le club d'Hendaye disparut lors des guerres de la première moitié du XXe siècle. Depuis 1989, un nouveau club lui a succédé[réf. nécessaire].
Né de l'activité maritime l'aviron devient vite urbain et quittant la traînière et le travail pour le loisir, l'outrigger prend le dessus, abandonnant la mer pour la rivière.
La société des loisirs se développant cependant, la mer attire un public nombreux, demandeur d'activités pour la braver. Ainsi sont venus sur notre littoral le surf et le windsurf en particulier, activités ludiques et accessibles au plus grand nombre.
Endaika, conscient de cette évolution, a vu se développer voici quelques années, sous l'égide de la FFSA, l'aviron de mer moderne, sur des embarcations dont la jauge est normalisée et contrôlée par cette organisation[réf. nécessaire].
Sur la même vague que le surf et le windsurf, venant d'Australie, voilà qu'arrive le surfboat très populaire sur les plages australiennes. Classée parmi les sports extrêmes des sports maritimes, son origine vient du sauvetage en mer et trouve chez nous un parent, puisque la traînière aussi participait à cette activité par le passé.
Il existe également une section traînière, sorte de grosse barque marine qui était à l'origine un bateau servant à aller pêcher les thons et les sardines. Aujourd'hui, de l'autre côté de la Bidassoa, existent des clubs professionnels qui se retrouvent plusieurs fois dans l'année dans de nombreuses régates ayant pour point final la Concha à Saint-Sébastien. Endaika a été le fer de lance de cette section trainière "de ce côté des Pyrénées" et participe également à de nombreuses festivités liées à la pratique de ce sport.

## Compétition
Les championnats de France d'aviron de mer se sont déroulés les 7 et 8 octobre 2005 à Hendaye.

## Résultats
Championnats de France :
- médaille d'argent en aviron de mer 2006 au Havre : Jessica Berra en solo senior femme ;
- médaille d'argent en bateaux courts 2007 à Cazaubon : Jessica Berra en deux sans barreur junior femme (mixte avec Floriane Garcia de l’Émulation nautique de Bordeaux) ;
- médaille d'argent en aviron de mer 2007 à Saint-Malo : Jessica Berra, Rachel Jung, Sylvie Estomba, Maika Laborde, et Marga Zubieta à la barre en quatre de mer senior femme ;
- médaille d'argent en aviron de mer 2009 à La Ciotat : Jessica Berra,  en FS1X ;
- 6e en aviron de mer 2009 à La Ciotat : Stéphanie Etchandy, en FS1X ;
- médaille d'argent en aviron de mer 2012 à Lorient : Jessica Berra en solo senior femme.